# Circonscription de Gambela Regular
La circonscription de Gambela Regular est une des trois circonscriptions législatives de l'État fédéré des peuples Gambela, elle se situe dans la Zone Agnuak. Son représentant actuel est Ajulu Gilo.